# Ягодино (Владимирская область)
Я́годино — деревня в Гусь-Хрустальном районе Владимирской области России, входит в состав сельского поселения «Посёлок Уршельский».

## География
Расположена на возвышенном правом берегу реки Бужа, тесно связана с соседними деревнями Тихоново и Избищи.
Находится в 17 километрах от сельского центра — посёлка Уршельский и в 26 км от районного центра — города Гусь-Хрустальный.

## История
Первое упоминание — 1790 год, в это время в деревне было 18 дворов и проживало 133 человека. В 1860-х было уже 55 дворов и проживало 330 человек. В 1978 году — 28 дворов и 130 человек.

## Население
| 1859 | 1905 | 1926 |
| ---- | ---- | ---- |
| 330  | 492  | 564  |

| 1859 | 1905 | 1926 | 2002 | 2010 | 2021 |
| ---- | ---- | ---- | ---- | ---- | ---- |
| 330  | ↗492 | ↗564 | ↘17  | ↘13  | ↗14  |

## Культура, образование
В шаговой доступности в деревне Тихоново расположена почта, библиотека и храм.
В деревне существует необычный праздник - день демократической культуры и инфраструктуры, или день размежевания 6 августа.

## Экономика
Подведена электроэнергия, проводная линия связи.
Действует пилорама ЗАО «Тихоновское».
Земли вокруг деревни используются под пашню сельхозпредприятием «Тихоновский», по берегам реки — травяные луга.
К северо-западу от посёлка растёт крупный сосновый бор. Река Бужа имеет некоторое местное рыболовное значение.
Значительная часть земель окружающих деревню охраняется национальным парком «Мещёра».

### Транспорт
Основная автомобильная дорога с твёрдым покрытием делает доступными Уршельский и Гусь-Хрустальный, а в 7 километрах на юг от деревни находится платформа Тасино железной дороги Москва-Муром.
В самой деревне улицы — грунтовые.